# دوگانه‌بال
دوگانه‌بال (نام علمی: Amphipteryx) نام یک سرده از زیرراسته سنجاقک است.